# DADGAD
DADGAD ist eine offene Stimmung für die akustische Gitarre, die in den 1960er Jahren durch den britischen Folk-Gitarristen Davey Graham entwickelt wurde. Dabei werden die hohe und die tiefe E-Saite sowie die H-Saite jeweils um einen Ganzton tiefer gestimmt als in der Standardstimmung. Dadurch ergibt sich die Tonfolge D – A – d – g – a – d1, die der Stimmung den Namen gegeben hat und etwa als Dsus4 oder Gsus2 Akkord interpretiert werden kann.
Das Ergebnis ist, dass sich wichtige Grundakkorde bereits mit einem Finger greifen lassen, etwa ein modaler D-Akkord, indem die G-Saite im zweiten Bund gegriffen wird. Charakteristisch ist der „offene“ und voluminöse Klang, der dadurch entsteht, dass auch Saiten, die nicht gegriffen werden, oftmals als Bordun mitschwingen. Anders als andere gängige offene Stimmungen wie zum Beispiel Open-G oder Open-D enthält die DADGAD-Stimmung nicht die Terz des Grundakkords und lässt somit das Tongeschlecht Dur oder Moll offen, da weder der Ton f (kleine Terz für D-Moll) noch der Ton fis (große Terz für D-Dur) enthalten ist. Somit lassen sich in DADGAD sowohl Melodien in D-Moll als auch in D-Dur gut spielen, weil das Tongeschlecht durch die gegriffene kleine oder große Terz festgelegt werden kann.
Ebenfalls charakteristisch für DADGAD ist die Möglichkeit einer sehr engen Stimmführung. G- und hohe A-Saite liegen um 2 Halbtonschritte auseinander, was in der Standardstimmung so nicht vorkommt. So lassen sich sehr komplexe Akkorde entwickeln, die auf einer normal gestimmten Gitarre unmöglich sind.
Variationen von DADGAD sind DGDGAD (kommt der offenen G-Stimmung sehr nahe und unterstützt G-Tonarten) oder EADEAD (Die Stimmverteilung ist die gleiche wie bei DADGAD, doch versetzt in Richtung der Basssaiten. Das Sekundintervall befindet sich jetzt zwischen der 3. und 4. Saite.)

## Verbreitung
Verbreitet ist die DADGAD-Stimmung vor allem in der keltischen, also der irischen, schottischen und bretonischen Folkmusik. Dort hat sie die traditionelle Stimmung E – A – d – g – h – e1 als quasi-Standard verdrängt, sowohl im Solo-Bereich als auch beim Einsatz der Gitarre als Begleitinstrument. Durch ihre Popularität existiert mittlerweile ein reiches eigenständiges Repertoire für die DADGAD-Stimmung.
Bekannte Gitarristen, die überwiegend in DADGAD spielen, sind Pierre Bensusan (Frankreich), Dick Gaughan (Schottland), Bert Jansch (England), Richard Thompson (England) und Jens Kommnick (Deutschland). In der Rock-Musik hat Jimmy Page von Led Zeppelin zeitweilig mit dieser Stimmung gearbeitet, zu hören unter anderem in Kashmir. Auch der britische Singer-Songwriter Jake Bugg, der amerikanisch-deutsche Gitarrist Matt Brody (Falling Stars) oder der deutsche Liedermacher Michael Völkel benutzen zeitweilig die DADGAD-Stimmung.